# Didi Zach
Dietmar „Didi“ Zach (* 1965) ist ein österreichischer Politiker der Kommunistischen Partei Österreichs. Er ist seit 2006 Landessprecher (Vorsitzender) der KPÖ Wien.

## Leben
Zach, geboren 1965 im Südburgenland, maturierte an einer Handelsakademie, um anschließend in Wien Politikwissenschaft zu studieren. Von der Alternativen Liste Österreichs (ALÖ), einer Vorgängerpartei der Grünen, kommend, organisierte er sich bald im Kommunistischen StudentInnenverband (KSV). Für diesen war er auch in verschiedenen Funktionen und als Mandatar am Hauptausschuss der Universität Wien tätig. Zeitweise war er auch in der Piratenradioszene aktiv, aus der in Wien Radio Orange hervorging.
Von 1998 bis 2006 war Zach KPÖ-Pressesprecher. Ende 2006 wurde er zum Wiener Landessprecher gewählt. 2010 war Zach Spitzenkandidat der KPÖ bei den Gemeinde- und Landtagswahlen in Wien. Er gehört seit mehreren Perioden auch dem Bundesvorstand der KPÖ an. Sein besonderes Interesse gilt Fragen der Wirtschafts- und Sozialpolitik sowie der Menschenrechte. Er lebt und arbeitet in Wien.
2015 war Didi Zach Verfechter des Projekts der Wahl-Allianz Wien anders. Er kandidierte auch auf Platz 2 der Gemeinderatsliste von Wien anders. Nachdem das Wahlbündnis in Rudolfsheim-Fünfhaus ein Bezirksrats-Mandat erreichte, ist Zach nun auch Bezirksrat.
Bei der Landtags- und Gemeinderatswahl in Wien 2020, bei welcher die KPÖ im Rahmen der Plattform LINKS kandidierte, wurde Zach zusammen mit 2 weiteren Kandidaten erneut in die Bezirksvertretung gewählt.